# Maprotilin

Strukturformel

Maprotilin, tetracykliskt antidepressivt preparat med liknande kemisk effekt som tricykliska antidepressiva TCA. Varunamn i Sverige för ämnet är Ludiomil. Maprotilin var länge den mest selektiva återupptagshämmaren av noradrenalin men räknas trots detta i viss litteratur som icke-selektiv återupptagshämmare. Maprotilin är numera avregistrerat.